# Campeonato Cearense 1944
In 1944 werd het 30ste Campeonato Cearense gespeeld voor clubs uit Braziliaanse staat Ceará. De competitie werd georganiseerd door de FCF en werd gespeeld van 4 juni tot 10 september. Er werden twee toernooien gespeeld, omdat Maguari beide won was er geen finale om de titel nodig. 

## Eerste toernooi
| Plaats | Club        | Wed. | W | G | V | Saldo | Ptn. |
| ------ | ----------- | ---- | - | - | - | ----- | ---- |
| 1.     | Maguari     | 5    | 5 | 0 | 0 | 35:9  | 10   |
| 2.     | Ceará       | 5    | 3 | 0 | 2 | 27:11 | 6    |
| 3.     | Fortaleza   | 5    | 2 | 1 | 2 | 11:15 | 5    |
| 4.     | Luso        | 5    | 2 | 1 | 2 | 14:21 | 5    |
| 5.     | Ferroviário | 4    | 0 | 1 | 3 | 4:14  | 1    |
| 6.     | Peñarol     | 4    | 0 | 1 | 3 | 4:25  | 1    |

|  | Geplaatst voor finale              |
|  | Uitgeschakeld voor tweede toernooi |

## Tweede toernooi
| Plaats | Club        | Wed. | W | G | V | Saldo | Ptn. |
| ------ | ----------- | ---- | - | - | - | ----- | ---- |
| 1.     | Maguari     | 4    | 4 | 0 | 0 | 15:2  | 8    |
| 2.     | Ferroviário | 3    | 1 | 1 | 1 | 8:10  | 3    |
| 3.     | Ceará       | 2    | 1 | 0 | 1 | 6:4   | 2    |
| 4.     | Fortaleza   | 3    | 1 | 0 | 2 | 6:10  | 2    |
| 5.     | Luso        | 4    | 0 | 1 | 3 | 6:15  | 1    |

|  | Geplaatst voor finale |

### Kampioen
| Campeonato Cearense de 1944 |
| Ceará                       |
| --------------------------- |
| MAGUARI Kampioen (4° titel) |